# Ekpiskare
Ekpiskare är ett penselliknande verktyg som används vid ådring. Den ser ut som en flat pensel, men penselborsten är upp till 15 cm långa och används till att slå fram ekstruktur i lasyren.